# Keratella cochlearis
Espèce
Synonymes
- Anuraea cochlearis Gosse, 1851[2]

Keratella cochlearis est une espèce de rotifères de la famille des Brachionidae.

## Habitat
L'espèce Keratella cochlearis est dulcicole.

## Liste des sous-espèces
Selon Catalogue of Life (19 août 2017) :
- sous-espèce Keratella cochlearis cochlearis (Gosse 1851) ;
- sous-espèce Keratella cochlearis pachyacantha Thomasson 1851 ;
- sous-espèce Keratella cochlearis polaris De Smet & Bafort 1851.

Selon NCBI (19 août 2017) :
- sous-espèce Keratella cochlearis faluta ;
- sous-espèce Keratella cochlearis robusta ;
- sous-espèce Keratella cochlearis tecta.

Selon World Register of Marine Species (19 août 2017) :
- sous-espèce Keratella cochlearis cochlearis (Gosse, 1851).